# 금촌댁네 사람들
《금촌댁네 사람들》은 대한민국의 KBS 2TV 《슈퍼선데이》에서 방송됐던 코너로 시추에이션 코미디이다. 시청자들의 인기를 얻었으며, 호평을 받았으나 1대 금촌댁 이영자와 1대 이순이 홍진경, 금촌댁의 남동생 역으로 출연한 최성훈이 1996년 가을개편 때 시작된 SBS 《아이러브 코미디》로 옮겨가면서 하락세를 겪기 시작했고 당시 이영자 자리에는 김미화, 홍진경 자리에는 리포터 이보영, 최성훈 자리에는 강남길이 대신했는데 이영자 홍진경 최성훈이 SBS 《아이러브 코미디》로 이적하기 한달 전인 1996년 9월 초 이영자가 해당 코너(금촌댁네 사람들) 등이 속한 《슈퍼선데이》를 통해 제 23회 한국방송대상 여자 코미디언 수상의 영예를 안았다.
그 뒤, 이영자가 빠진 뒤에도 금촌댁 남편으로 계속 출연한 김용건이 본업인 연기활동에 전념하기 위해 2대 금촌댁 김미화와 동반 하차하자 두 사람 대신 당시 박인환 김창숙이 1997년 3월 16일부터 합류했고 이 과정에서 곽진영 이재은 등이 빠졌으며 이들 대신 채리나 안정훈 박영희 김한석 등을 투입시켰지만 예전의 인기를 회복하지 못하여 1997년 6월 29일 막을 내려야 했다.

## 개요
금촌이란 이름의 농촌에 사는 대가족 이야기로 코미디언 이영자(96년 9월 29일 방송분을 끝으로 하차)는 대가족을 먹여살리느라 억척스럽게 사는 어머니로, 모델 홍진경(96년 9월 29일 방송분을 끝으로 하차)은 그 딸로 나왔다. 실제로 '금촌'이라는 동네는 경기도 파주시 금촌동 이 있으며 촬영장소는 금촌동 옆 교하읍 당하리 근처에서 촬영했다

## 출연진
- 김용건 (97년 3월 9일 방송분을 끝으로 하차)
- 박인환 (97년 3월 16일부터 투입)(김용건 후임)
- 이영자 (96년 9월 29일 방송분을 끝으로 하차)
- 김미화 (96년 10월 6일부터 투입, 97년 3월 9일 방송분을 끝으로 하차)(이영자 후임)
- 김창숙 (97년 3월 16일부터 투입)(김미화 후임)
- 곽진영 (97년 3월 9일 방송분을 끝으로 하차)
- 안정훈 (97년 3월 16일부터 투입)
- 홍진경 (96년 9월 29일 방송분을 끝으로 하차)
- 이보영 (96년 10월 6일부터 투입, 97년 3월 9일 방송분을 끝으로 하차)(홍진경 후임)
- 김숙
- 정선희
- 김한석 (97년 3월 16일부터 투입)
- 이재은 (97년 3월 9일 방송분을 끝으로 하차)
- 임창정
- 박영희 (97년 3월 16일부터 투입)
- 채리나 (97년 3월 16일부터 투입)
- 최성훈 (96년 9월 29일 방송분을 끝으로 하차)
- 강남길 (96년 10월 6일부터 투입)(최성훈 후임)
- 이재영

## 에피소드 목록

### 1995년
| 회차(No.) | 방송일    | 서브 타이틀 (부제) | 비고 |
| --------- | --------- | ------------------ | ---- |
| 1         | 9월 17일  | 형제는 용감했다    |      |
| 2         | 9월 24일  | 가을타는 남자      |      |
| 3         | 10월 1일  | 귀동아! 귀동아!    |      |
| 4         | 10월 8일  | 사랑하는 나의 딸   |      |
| 5         | 10월 15일 | 아름다운 비밀      |      |
| 6         | 10월 22일 | 사랑의 보약        |      |
| 7         | 10월 29일 | 사는게 뭔지        |      |
| 8         | 11월 5일  | 물베기             |      |
| 9         | 11월 12일 | 자동차 소동        |      |
| 10        | 11월 19일 | 대입수능시험       |      |
| 11        | 11월 26일 | 엄마의 생일        |      |
| 12        | 12월 3일  | 배추소동           |      |
| 13        | 12월 10일 | 자랑스런 내 딸아   |      |
| 14        | 12월 17일 | 귀동아! 힘내라     |      |
| 15        | 12월 24일 | 크리스마스         |      |
| 16        | 12월 31일 | 한 해를 보내며     |      |

### 1996년
| 회차(No.) | 방송일   | 서브 타이틀 (부제)         | 비고 |
| --------- | -------- | -------------------------- | ---- |
| 17        | 1월 7일  | 복점                       |      |
| 18        | 1월 14일 | 아빠는 못말려              |      |
| 19        | 1월 21일 | 이대로가 좋아              |      |
| 20        | 1월 28일 | 닥터봉?                    |      |
| 21        | 2월 4일  | 애인 만들기                |      |
| 22        | 2월 11일 | 두여자 이야기              |      |
| 23        | 2월 18일 | 지금, 우리는 태국으로 간다 |      |
| 24        | 2월 25일 | 눈물의 졸업식              |      |
| 25        | 3월 3일  | 금촌에 살리라              |      |
| 26        | 3월 10일 | 사랑, 그 이름으로          |      |
| 27        | 3월 17일 | 내사랑 해피                |      |
| 28        | 3월 24일 | 엄마에게 큰일이 생겼어요   |      |
| 29        | 3월 31일 | 선생님의 생신              |      |
| 30        | 4월 7일  | 선거가 뭐길래              |      |
| 31        | 4월 14일 | 아빠, 보약 그리고 보험     |      |
| 32        | 4월 21일 | 이순이의 짝사랑            |      |
| 33        | 4월 28일 | 미운오리새끼               |      |
| 34        | 5월 5일  | 어린이 예찬                |      |
| 35        | 5월 12일 | 일순이 가출 소동           |      |
| 36        | 5월 19일 | 백수의 비애                |      |
| 37        | 5월 26일 | 엄마, 아빤 못말려          |      |
| 38        | 6월 2일  | 엄마의 빈자리              |      |
| 39        | 6월 9일  | 여고 동창회                |      |
| 40        | 6월 16일 | 우리 아빠 최고             |      |
| 41        | 6월 23일 | 평화는 소중한 것이여       |      |
| 42        | 6월 30일 | 골동품 대작전              |      |
| 43        | 7월 14일 | 사랑과 우정사이            |      |
| 44        | 7월 21일 | 담배 대소동                |      |
| 45        | 7월 28일 | 여름특집                   |      |
| 45        | 7월 28일 | 여름특집 해외편            |      |
| 46        | 8월 4일  | 더위 대소동                |      |
| 47        | 8월 11일 | 올림픽 후유증              |      |
| 49        | 8월 18일 | 서울 손님                  |      |
| 50        | 8월 25일 | 숙제는 정말 싫어           |      |
| 51        | 9월 1일  | 아빠의 첫 사랑             |      |
| 52        | 9월 8일  | 이순이의 가출              |      |
| 53        | 9월 15일 | 삼촌이 아빠가 된대요       |      |
| 54        | 9월 22일 | 사랑은 허무해              |      |
| 55        | 9월 29일 | 한가위 대소동              |      |

## 참고 사항
이영자와 홍진경이 96년 가을개편 때 시작한 SBS 《아이러브 코미디》로 옮겨간 데 이어 이영자가 빠진 뒤에도 계속 금촌댁 남편으로 출연한 김용건이 같은 채널 일요아침드라마 《오늘은 왠지》, MBC 일일드라마 《세 번째 남자》에 캐스팅되면서 이영자의 후임으로 1996년 가을개편부터 합류한 김미화와 동반 하차한 후 갈수록 시청률 하락세를 보여오자 97년 6월말 막을 내렸는데 1996년 가을개편부터 금촌댁으로 합류한 김미화의 여동생이 해당 코너 출연진 중의 한 명인 정선희와 학교를 같이 다니기도 했다.

## 같이 보기
- 슈퍼선데이